# Norte Chico (Perú)

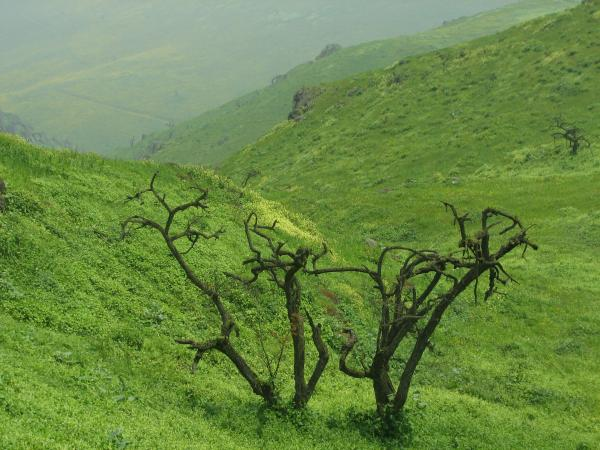
Lomas de Lachay, reserva natural en el Norte Chico.

El Norte Chico es la zona del departamento de Lima, ubicada en el norte de la ciudad de Lima.  Está comprendido por las provincias de Huaura, Oyón, Cajatambo, Barranca y Huaral.  No es un término oficial ni una división político-administrativa del departamento de Lima o de la República del Perú. La zona también alberga la capital de la Región Lima: la ciudad de Huacho.
Coloquialmente se mencionan dos orígenes del término:
- La voz Norte Chico era de uso frecuente entre los militantes de la Alianza Popular Revolucionaria Americana (APRA), quienes lo llamaban así en contraposición al "Norte Grande" o "Sólido Norte", compuesto por los departamentos del Norte del Perú, tradicionalmente apristas.
- Norte Chico y Sur Chico se utilizan por su ubicación al norte y sur de la Ciudad de Lima; conformando juntos la costa central peruana.

En el Norte Chico hay tres festividades religiosas que destacan a nivel de la región las cuales son: la festividad del Señor de los Milagros de Huaral, la Semana Santa de Chancay y fiesta de la Virgen del Carmen de Huaura.

## Atractivos del Norte Chico
El Norte Chico de Lima posee hermosos paisajes naturales, restos arqueológicos y una muy variada gastronomía que lo convierte en uno de los mejores destinos turísticos de Lima. 

### Principales atractivos naturales
- Los Baños Termales de Churín
- Las Lomas de Lachay
- Albúfera de Medio Mundo
- Albúfera el Paraíso
- Playa Tambo de Mora
- La Laguna Encantada
- Laguna Surasaca

### Principales atractivos arqueológicos
- Caral, La Ciudad más antigua de América
- La Fortaleza de Paramonga
- Sitio arqueológico las Shicras
- Ciudadela de Cachimarca
- Complejo arqueológico de Vichama.
- Sitio arqueológico de Rúpac

### Principales atractivos turísticos
- La Casa Bolívar
- Cristo Redentor
- Fortaleza de Paramonga
- La Casa de las Brujas
- Balcón de Huaura
- Casa Pittaluga
- Hacienda Huando